# Domenico Barbaja
Domenico Barbaja, a volte trascritto come Barbaia (Milano, 10 agosto 1778 – Napoli, 19 ottobre 1841), è stato un impresario teatrale italiano, uno dei più grandi di tutti i tempi, dotato di fiuto e di determinazione. A lui si deve la celebrità dei maggiori operisti del suo tempo.

## Biografia
La sua carriera iniziò come cameriere in un caffè milanese. Fece fortuna, essendo il primo a servire (o almeno prendendosene la paternità) un particolare tipo di caffè con schiuma di latte, probabilmente il primo "cappuccino". Questa bevanda, che prese il nome di barbajada, è una variante con  cioccolato caldo; essa divenne così popolare a Milano che Barbaja, da cameriere qual era, fu in grado in breve tempo di aprire una serie di caffè che servivano la nuova bevanda.
Egli ampliò la sua attività comprando e vendendo munizioni durante le guerre napoleoniche.
In seguito riuscì ad ottenere l'appalto del gioco d'azzardo alla Scala, e iniziò a divenire molto ricco. Da questa posizione iniziò a fare l'impresario. Nel tempo gestì alcuni dei teatri più importanti di allora e di oggi: la Scala di Milano, il S. Carlo di Napoli (dal 1809 al 1840), rendendolo uno dei teatri più importanti del mondo. Dal 1821 gestì due teatri a Vienna, il Theater am Kärntnertor ed il Theater an der Wien e nel 1826 assunse, per sei stagioni, la gestione del Teatro alla Scala prima di ritornare a Napoli. Nel contempo gestiva il Teatro alla Cannobbiana di Milano (ora Teatro Lirico) dove si ebbero delle prime importanti, come quella de L'elisir d'amore di Gaetano Donizetti.
Barbaja gestisce il successo di grandi compositori come Giovanni Pacini, Gioachino Rossini, Gaetano Donizetti o Vincenzo Bellini. E questo non solo nei teatri gestiti direttamente da lui, ma anche per le sue entrature in altri grandi teatri. La sua celebrità fu tale che venne chiamato "il principe degli impresari" e "il viceré di Napoli". La sua fama aumentò notevolmente quando riuscì ad organizzare, in soli nove mesi, la ricostruzione del San Carlo distrutto da un incendio. Il suo successore alla Scala fu Bartolomeo Merelli, degno di Barbaja. Al Merelli la leggenda attribuisce l'insistenza con cui convinse Giuseppe Verdi (amareggiato) a scrivere il Nabucco e a divenire ciò che Verdi è divenuto. L'esordio del Nabucco data cinque mesi dopo la morte di Barbaja.
Ebbe come amante la famosa cantante Isabella Colbran, che poi sposò Rossini e quindi Barbaja si consolò con la Cecconi.
Da ricordare la memorabile interpretazione di Barbaja di Giorgio Gaber nel film "Rossini! Rossini!". Per questa interpretazione il cantante-attore è stato candidato ad un David di Donatello.
Morì a Napoli a 63 anni nel 1841.